# Arne Korsmo
Arne Korsmo (født 14. august 1900 i Kristiania, død 29. august 1968 i Cuzco, Peru) var en norsk arkitekt og en førende funktionalist og formgiver som har tegnet en række kendte norske villaer, formgivet en række produkter samt undervist ved Statens håndverks- og kunstindustriskole og været professor ved Norges tekniske høgskole (1910–1996 (NTH) i Trondheim.

## Liv og virke
Arne Korsmo tog diplomeksamen fra arkitektlinjen på Norges tekniske høgskole (NTH) i 1926. Han havde derefter praksis hos flere af tidens toneangivende arkitekter i Oslo, blandt andre Arnstein Arneberg.
Han tog derefter på studierejse i på Europa med støtte fra Henrichsens legat i årene 1928 til 1929 og hentede inspiration og impulser fra funktionalismen, en retning som han selv blev en eksponent for.
Mellem 1929 og 1935 drev han et arkitektkontor sammen med arkitekt Sverre Aasland. I løbet af 20 år tegnede Korsmo 50 villaer, hvoraf flere regnes som hovedværker i norsk funktionalisme, bl.a. rækkehusene i Planetveien 10A, 12 og 14 i Vestre Aker, Villa Dammann på Havna allé 15,Oslo og Villa Stenersen på Tuengen allé 10c, Oslo.
Han underviste på Statens håndværks- og kunstindustriskole (SHKS) i møbelklassen. Samtidig virkede han som formgiver og brugskunstner, ofte sammen med sin anden kone, formgiveren Grete Prytz Kittelsen. Mange af deres møbler og brugsgenstande var langt forud sin tid. Blandt de vigtigste er:
- Spisebestikket «Korsmo» i sølvplet, som blev kom i serieproduktion i 1954.
- Serveringsdeler, bestik, flødesæt, kaffekander, glas, serveringsbowle og fad som repræsenterede et brud med traditionen og var nyskabende i brug af materialer, funktionalitet og form.
- Specialtegnede møbler for brug i bestemte rum.

Efter Angrebet på Norge i 1940 arbejdede han som byarkitekt i Kristiansund. Efter krigen mistede Korsmo retten til at have foreningsposter i Norske arkitekters landsforbund i 1 år, indtil til 1. januar 1947.Møllerhaug, Nicholas: Stupet - Leif Grungs krig, Forlaget Vigmostad & Bjørke AS, Bergen 2016, s. 327-328. Tilsvarende straf blev givet til arkitekter som under krigen havde udført arbejde, direkte eller indirekte, for tyskerne eller Nasjonal Samling.Møllerhaug, Nicholas: Stupet - Leif Grungs krig, Forlaget Vigmostad & Bjørke AS, Bergen 2016, s. 323.
Korsmo var Norges mest internationale orienterede arkitekt med kontakter blandt arkitekter i den internationale elite som bl.a. Walter Gropius, Ludwig Mies van der Rohe og Frank Lloyd Wright. I 1950 blev han anmodet af Sigfried Giedion om at lede en norsk gruppe af CIAM (Congrés Internationaux d‘Architecture Moderne). Korsmo påtog sig opgaven, og gruppen fik navnet PAGON (Progressive Arkitekters Gruppe Oslo Norge). I Stockholm traf Korsmo i 1944 den 18 år yngre danske arkitekt Jørn Utzon. Dette møde blev efter krigen optakten til et periodisk samarbejde som varede fra 1947 til 1954.
Arne Korsmo er den eneste norske arkitekt som er blevet tildelt Grand Prix ved Triennalen i Milano (1954).
Fra 1956 var han professor ved Arkitektafdelingen ved Norges tekniske højskole. Her blev han indtil sin død i 1968.
Korsmo var en inspirerende personlighed som havde en stærk indflydelse på mange studenter som siden blev toneangivende inden arkitektur og møbeldesign, bl.a. arkitekten Sverre Fehn.

## Familie
Korsmo var søn af agronom og botaniker Emil Korsmo (1865–53) og Aagot Jacobine Wiger (1868–1954). Han voksede op i Kristiania og tog studentereksamen i 1920. Gift 1928-1944 med Åse Thiis, 1945-1960 med Grete Prytz Kittelsen og 1965-1968 med Hanne Refsdal.

## Fotos fra Apalveien
- Apalveien 16
Foto: J. P. Fagerback
- Apalveien 55
Foto: Anne-Sophie Ofrim
- Apalveien 57
Foto: Anne-Sophie Ofrim

## Fotos fra Havna allé
- Havna allé 1
- Havna allé 3
- Havna allé 9
- Havna allé 11
- Havna allé 12
- Havna allé 13
- Havna allé 14

## Fotos fra Lille Frøens vei
- Lille Frøens vei 14
- Lille Frøens vei 16
- Lille Frøens vei 16